# Artes marciais filipinas
Artes marciais filipinas (em inglês:  filipino martial arts ou FMA) engloba uma grande quantidade de técnicas de combate desenvolvidas pelos diversos povos e sociedades que habitaram, e que ainda habitam as Ilhas Filipinas, e que chegaram de maneira tradicional até os dias atuais.
O termo se popularizou através do livro The Filipino Martial Arts: As Taught by Dan Inosanto de Dan Inosanto, que além de especialista em artes marciais, também é a maior autoridade viva em jeet kune do, o sistema de artes marciais desenvolvido por Bruce Lee. Em seu país natal, as FMA são mais comumente chamadas de arnis, kali, escrima, entre diversas outras variações, dependendo da escola que a adota.
A quantidade de nome pode parecer confusa em um primeiro momento, porém pode ser feito um paralelo simples com o kung fu, que é um termo recente e que também engloba diversas artes marciais de origem chinesa distintas.